# Kusonóżka białogłowa
Kusonóżka białogłowa (Brachypelma albiceps) – gatunek pająka z rodziny ptasznikowatych (Theraphosidae). Występuje endemicznie w południowo-środkowym Meksyku. Spokojny ptasznik o słabym jadzie. Gatunek ujęty w II załączniku konwencji waszyngtońskiej.

## Taksonomia
Po raz pierwszy przedstawiciela tego gatunku (samicę) opisał Frederick Octavius Pickard-Cambridge w roku 1897, błędnie uznając go za Eurypelma pallidum. Nowy gatunek opisał w 1903 roku Reginald Innes Pocock, nadając mu nazwę Brachypelma albiceps. Ptasznik ten bywał później umieszczany w rodzaju Aphonopelma. Opisany w 1997 roku jako nowy gatunek Brachypelmides ruhnaui został później zsynonimizowany z Brachypelma albiceps.

## Występowanie i środowisko
Zamieszkuje południowo-środkowy Meksyk, stwierdzono go w stanach Puebla, Morelos, Meksyk i Guerrero; spotykany w przedziale wysokości 310–2290 m n.p.m. Występuje w suchych lasach, gdzie żyje w wykopanych przez siebie długich norach (głębokość 30–80 cm) bądź gniazdach innych zwierząt, np. gryzoni. Aktywny o zmierzchu i w nocy.

## Opis
| Płeć   | długość ciała |
| ------ | ------------- |
| samica | do 7 cm       |
| samiec | do 6 cm       |

Rozpiętość odnóży sięga 12–15 cm. Dorosły ptasznik ma złoty karapaks, czarne odnóża i opistosomę, owłosioną czerwonymi włoskami. Dorosłe samce są drobniejsze i smuklejsze od samic oraz mają dłuższe odnóża. Po ostatniej wylince na nogogłaszczkach pojawiają się bulbusy (narządy rozrodcze) oraz haczyki. 
Samice są długowieczne – dożywają 15 lat. Samce żyją znacznie krócej, umierają po około roku od ostatniego linienia.
Jest to gatunek spokojny o słabym jadzie, choć sprowokowany może wyczesać włoski parzące.